# Lijst van beelden in Overijssel
Hieronder een overzicht van lijsten van beelden per gemeente in de provincie Overijssel.
- Lijst van beelden in Almelo
- Lijst van beelden in Borne
- Lijst van beelden in Dalfsen
- Lijst van beelden in Dinkelland
- Lijst van beelden in Deventer
- Lijst van beelden in Enschede
- Lijst van beelden in Haaksbergen
- Lijst van beelden in Hardenberg
- Lijst van beelden in Hellendoorn
- Lijst van beelden in Hengelo
- Lijst van beelden in Hof van Twente
- Lijst van beelden in Kampen
- Lijst van beelden in Losser
- Lijst van beelden in Oldenzaal
- Lijst van beelden in Olst-Wijhe
- Lijst van beelden in Ommen
- Lijst van beelden in Raalte
- Lijst van beelden in Rijssen-Holten
- Lijst van beelden in Staphorst
- Lijst van beelden in Steenwijkerland
- Lijst van beelden in Tubbergen
- Lijst van beelden in Twenterand
- Lijst van beelden in Wierden
- Lijst van beelden in Zwartewaterland
- Lijst van beelden in Zwolle

Drenthe ·
Flevoland ·
Friesland ·
Gelderland ·
Groningen ·
Limburg ·
Noord-Brabant ·
Noord-Holland ·
Overijssel ·
Utrecht ·
Zeeland ·
Zuid-Holland